# Jérôme Legavre
Jérôme Legavre est un syndicaliste et homme politique trotskiste français, né le 20 août 1972 à Rennes (Ille-et-Vilaine). Membre de la direction nationale du Parti ouvrier indépendant (POI), il est élu député en 2022 dans la douzième circonscription de la Seine-Saint-Denis, et réélu en 2024.

## Biographie
Jérôme Legavre naît le 20 août 1972 à Rennes (Ille-et-Vilaine), fils d'une agent territorial spécialisée des écoles maternelles et d'un ouvrier paveur. Il a été professeur de français auprès de l'Éducation nationale dans l'Oise.
Il est candidat en deuxième position sur la liste du PT lors des élections municipales de 2008 à Crépy-en-Valois.
Ancien secrétaire de l'union locale de Compiègne de la Fédération nationale de l'enseignement, de la culture et de la formation professionnelle - FO, affilié à Force ouvrière, il est membre de la direction nationale du Parti ouvrier indépendant depuis 2017,. D'après Le Parisien, il fait partie du courant trotskiste du parti.
En amont de l'élection présidentielle de 2022, le Parti ouvrier indépendant se rapproche de La France insoumise de Jean-Luc Mélenchon et participe à son « parlement de l'Union populaire ». Aux élections législatives, Jérôme Legavre est un des candidats investis par la France insoumise, dans la douzième circonscription de la Seine-Saint-Denis. Il est élu avec 51 % des voix au second tour, face au député sortant LREM Stéphane Testé, et devient le premier député trotskiste de l'époque moderne à être élu à l'Assemblée nationale.
Il se représente aux élections législatives anticipées de 2024, à nouveau investi par la France insoumise . Il est élu avec 64,59% des voix au second tour face au candidat du RN Jean-François Perier.

## Prises de positions
Le 30 novembre 2022, estimant que l'aide militaire ne fait qu'alimenter la guerre, il est le seul député à voter contre une proposition de résolution « affirmant le soutien de l’Assemblée nationale à l’Ukraine et condamnant la guerre menée par la Fédération de Russie »,. D'après Libération, cette « position se veut avant tout anti-guerre ». Dans le journal du POI Informations ouvrières, il juge que Volodymyr Zelensky ne défend pas le peuple ukrainien et « est le représentant d’un système qui amasse des fortunes colossales sur la base du pillage et de la destruction de tous les droits ».
Le 7 juin 2024, il réitère ses positions controversées lors du discours prononcé par le président ukrainien à l'Assemblée nationale, refusant notamment le statut de « défenseur de la démocratie » à Volodymyr Zelensky, et le mettant sur le même plan que le président russe Vladimir Poutine. Il réitère à cette occasion sa demande d'arrêt des livraisons d'armes à l'Ukraine.

## Synthèse des résultats électoraux

### Élections législatives
| Année | Parti | Parti | Coalition | Circonscription             | 1er tour | 1er tour | 1er tour | 2e tour | 2e tour | Issue |
| Année | Parti | Parti | Coalition | Circonscription             | Voix     | %        | Rang     | Voix    | %       | Issue |
| ----- | ----- | ----- | --------- | --------------------------- | -------- | -------- | -------- | ------- | ------- | ----- |
| 2022  |       | POI   | NUPES     | 12e de la Seine-Saint-Denis | 7 485    | 30,83    | 1er      | 11 677  | 51,11   | Élu   |
| 2024  | NFP   | POI   | 17 566    | 12e de la Seine-Saint-Denis | 45,11    | 1er      | 22 974   | 64,59   | Élu     |       |